# The Rain, The Park & Other Things
The Rain, The Park & Other Things è un singolo dei The Cowsills, pubblicato nel 1967.
Con questo brano la band divenne popolare a livella internazionale ed arrivò fino alla seconda posizione nella classifica Billboard. Il singolo nel corso degli anni ha venduto più di 3 milioni di copie.
La canzone è una delle poche il cui testo non contiene il titolo della canzone.